# Lisičići
Lisičići (en cyrillique : Лисичићи) est un village de Bosnie-Herzégovine. Il est situé dans la municipalité de Konjic, dans le canton d'Herzégovine-Neretva et dans la fédération de Bosnie-et-Herzégovine. Selon les premiers résultats du recensement bosnien de 2013, il compte 194 habitants.

## Géographie
Lisičići est situé sur la rive droite de la Neretva.

## Histoire

### Préhistoire
Le "groupe de Lisičići" correspond à des habitats néolithiques découverts sur le territoire de la commune.

## Démographie

### Évolution historique de la population
| 1948 | 1953 | 1961 | 1971 | 1981 | 1991 | 2013 |
| ---- | ---- | ---- | ---- | ---- | ---- | ---- |
| -    | -    | 213  | 232  | 213  | 238  | 194  |

|  |

### Communauté locale
En 1991, la communauté locale de Lisičići comptait 507 habitants, répartis de la manière suivante :